# Stenocereus standleyi
Stenocereus standleyi ist eine Pflanzenart aus der Gattung Stenocereus in der Familie der Kakteengewächse (Cactaceae). Das Artepitheton standleyi ehrt den amerikanischen Botaniker Paul Carpenter Standley. Ein spanischer Trivialname ist „Pitahaya Marismeña“.

## Beschreibung
Stenocereus standleyi wächst meist ausgebreitet bis leicht baumförmig mit zahlreichen verzweigten Trieben und erreicht Wuchshöhen von 2 bis 4 Meter. Meist wird kein deutlicher Stamm ausgebildet. Die hellgrünen Triebe weisen Durchmesser von bis zu 8 Zentimeter auf. Es sind meist vier breite, stumpfe Rippen vorhanden, die gekerbt sind. Die vier bis sechs anfangs rötlichen Mitteldornen vergrauen im Alter und sind 2 bis 2,5 Zentimeter lang. Die zehn bis 16 Randdornen sind 10 bis 15 Millimeter lang. Auch sie vergrauen im Alter.
Die schmal glockenförmigen, weißen Blüten öffnen sich in der Nacht und sind 6 bis 8 Zentimeter lang. Die eiförmigen, rötlichen Früchte erreichen einen Durchmesser von 3 bis 4 Zentimeter. Sie sind mit aufgewölbten Areolen besetzt.

## Verbreitung, Systematik und Gefährdung
Stenocereus standleyi ist in den mexikanischen Bundesstaaten Colima, Guerrero, Jalisco, Michoacán, Nayarit und Sinaloa verbreitet. 
Die Erstbeschreibung als Lemaireocereus standleyi erfolgte 1927 durch Jesús González Ortega. Franz Buxbaum stellte die Art 1961 in die Gattung Stenocereus. Weitere nomenklatorische Synonyme sind Ritterocereus standleyi (G.J.Ortega) Backeb. (1942) und  Rathbunia standleyi (J.G.Ortega) P.V.Heath (1992).
In der Roten Liste gefährdeter Arten der IUCN wird die Art als „Least Concern (LC)“, d. h. als nicht gefährdet geführt.

## Nachweise